# Short S.26
Die Short S.26 war ein viermotoriges Flugboot des britischen Herstellers Short Brothers aus den späten 1930er Jahren. Das für den Transatlantikverkehr entwickelte Flugzeug konnte bis zu vierzig Passagiere befördern. Nur eines der drei gebauten Exemplare überlebte den Zweiten Weltkrieg.

## Geschichte
Die S.26 entstand im Auftrag der Imperial Airways und, im Hinblick auf eine militärische Nutzung, mit Unterstützung der britischen Regierung. Die Flugzeuge waren in der Lage, ohne Zwischenlandung den Atlantik zu überqueren. Die Fluggesellschaft plante ihren Einsatz auch auf anderen internationalen Hauptstrecken.
Der Prototyp absolvierte seinen Erstflug am 21. Juli 1939. Die beiden übrigen Maschinen folgten 1940. Ursprünglich waren die Eigennamen "Golden Hind" (Luftfahrzeugkennzeichen G-AFCI), "Grenadier" (G-AFCJ) und "Grenville" (G-AFCK) vergeben worden, doch wurden auf Wunsch der BOAC noch vor der Fertigstellung die beiden letzten in "Golden Fleece" und "Golden Horn" als Reverenz an Griechenland und die Türkei geändert. Aus diesen Taufnamen leitete sich die Bezeichnung G-class oder G-Boats ab. Zwei der Flugzeuge kamen vorübergehend in den Besitz der Fluggesellschaft BOAC, um die Piloten auszubilden. Anschließend wurden alle drei Maschinen einschließlich der Besatzungen der Royal Air Force unterstellt und zu Militärflugzeugen umgebaut.
Die Flugboote dienten ab Anfang 1941 in Gibraltar und dem Nahen Osten. Während eines Einsatzes wurde die Golden Fleece durch einen Unfall zerstört. Ende des Jahres kamen die beiden überlebenden Flugzeuge in den Besitz der BOAC, die sie mit 40 Passagierplätzen ausstattete und zwischen Großbritannien und Nigeria einsetzte. 1943 ging die Golden Horn durch einen Triebwerksbrand verloren. Die Golden Hind versah bis Kriegsende ihren Dienst in Westafrika und blieb bis 1947 für die BOAC im Einsatz. 1954 wurde sie verschrottet.

## Konstruktion
Die S.26 war eine vergrößerte Version der Short Empire unter Verwendung von Komponenten der Short Sunderland. Als Antrieb dienten vier Bristol-Hercules-Motoren. Das Flugzeug war in Ganzmetallbauart konstruiert und als freitragender Hochdecker ausgelegt.
Die Bewaffnung während des Zweiten Weltkrieges bestand aus drei Boulton-Paul-BPA-Mk-II-Vierlings-MG-Ständen. Daneben konnten zusätzlich zwei 500-Pfund-Bomben unter den Tragflächen mitgeführt werden. Die Flugzeuge erhielten eine zusätzliche Panzerung und ein Suchradar.

## Technische Daten
| Kenngröße             | Daten                                                            |
| --------------------- | ---------------------------------------------------------------- |
| Besatzung             | 7                                                                |
| Passagiere            | 28–40                                                            |
| Länge                 | 30,90 m                                                          |
| Spannweite            | 40,90 m                                                          |
| Flügelfläche          | 201 m²                                                           |
| Flügelstreckung       | 8,3                                                              |
| Leermasse             | 17.100 kg                                                        |
| Startmasse            | 33.800 kg                                                        |
| Höchstgeschwindigkeit | 336 km/h                                                         |
| Reichweite            | 5.120 km                                                         |
| Triebwerke            | vier Sternmotoren Bristol Hercules IV mit je 1.030 kW (1.400 PS) |